# 烏龍パーク
烏龍パーク（うーろんパーク）は、吉本興業所属のお笑いコンビ。元々は、吉本興業大阪本社に所属していたが、現在は東京本社（東京吉本）に所属している。

## メンバー
- 橋本 武志（はしもと たけし、1976年12月12日 - ）ボケ担当
  - 大阪府吹田市出身、身長172cm、A型。趣味はパチスロ、ボートレース、読書、散歩。特技は卓球。読書家でもあり、ハードボイルド系のものを好んで読む。
  - 高校時代に、卓球で大阪府3位になっている。その時の大阪府1位と2位が全国大会で1位、2位になっているため、実質自分が全国3位と言い張っている。
  - 先輩であるブラックマヨネーズの吉田敬と仲が良く、最高で10日連続で一緒にいたこともある。
  - ピースの又吉直樹とも仲が良く、又吉の小説『火花』に登場する先輩芸人のモデルの一部となっている[1]。
  - 愛猫家。
- 加藤 康雄（かとう やすお、1975年6月9日 - ）ツッコミ担当
  - 大阪府枚方市出身、 B型。昔はヤンキーだった。趣味は野球観戦。特技はラグビー。
  - ラグビーで中学生の時大阪府選抜、高校生で島根県選抜に選ばれている。国体優勝、花園ベスト16という偉業を果たしている。またこの特技を生かして、トップイーストリーグに参加する日本IBMビッグブルーの選手になった[2]。
  - 先輩であるブラックマヨネーズの小杉竜一と仲が良い。
  - 愛猫家。
  - 映画『ちょっと今から仕事やめてくる』[3]（2017年初夏公開予定）にて、主人公「ヤマモト」を演じる俳優の福士蒼汰への関西弁指導を行う。福士は「大阪弁を教えてくれた人は芸人さんでした！大阪弁のノリとか芸人さんのツッコミとかいろいろ教わりました」と絵文字付きで楽しそうに振り返っている[4]。

## 来歴
基本的な立ち位置は左が橋本、右が加藤となっている。
以前のコンビ名は「カレーコロッケ」、「バーチャルトーイ」、芸人の間でもあまり知られていない「空き缶チック」、「西瓜スイカ」というコンビ名の時もあった。コンビ名の由来は加藤が占いで漢字とカタカナのコンビ名がいいと言われ、橋本がピースの又吉直樹と話しているときに、烏龍茶が目の前にあったことと、それに合う悪っぽいカタカナが「パーク」であったことから。
「いつかしばいたんねん」というトークライブを定期的に行っている。2010年10月から全24回開催され、現在は「いつかしばいたんねん　GK」にリニューアルされた。GKというのは「ドラゴンボールGT」に倣って「G（ごめんね）K（加藤）」という意味。まだ何に対するごめんねなのかは明らかにされていない。

## 出演番組
過去
- テレビ朝日:アメトーーク「ブラマヨ吉田を支持する会」（橋本のみ）
- テレビ朝日:ブラマヨとゆかいな仲間たちアツアツっ！
- 吉田の偏見は解消できるのか？ＶＳツッコミ７人(加藤のみ)
- TBS：炎の体育会ＴＶラグビー日本代表山田彰仁ＶＳ１５人（加藤のみ）
- 読売テレビ：マヨなか笑人(橋本のみ)
- エンタの神様（NTV、2007年11月10日、2015年3月21日、7月19日） - キャッチコピーは「緩めの武装地帯」→「ナニワのヤンキー魂」
- 24時間あたためますか?〜疾風怒涛コンビニ伝〜（NTV）- コンビニの店長役
- あらびき団（TBS）
- 億万笑者!〜S-1バトルへの道〜（NTV）
- ロンドンハーツ（テレビ朝日、2009年9月8日）
- さんまのSUPERからくりTV（TBS、2009年10月4日） - 「芸能人かえうた王決定戦」ブラックマヨネーズのバックコーラス
- アメトーーク（テレビ朝日、2010年6月3日、2012年2月2日、2012年10月18日） - 「気にしすぎ芸人」、「読書芸人」、「アキラ100%大好き芸人」、「相思相愛・売れてる先輩×売れてない後輩」（橋本のみ）
- ブラックミリオン（テレビ東京、2013年10月27日） - 「実家が貧乏芸人SP」（加藤のみ）
- ざっくりハイタッチ（テレビ東京、2013年11月10日） - 「芸能界タレコミ屋～ただいま張り込み中～」（橋本のみ）
- メレンゲの気持ち（日本テレビ、2014年1月18日）- EXILE TAKAHIROのVTR（加藤のみ）
- 水トク!「世界のコワーイ女たち　最強トリプルアクセル　金メダル女は誰だSP」（TBS、2014年1月29日） - 浮気相手役、浮気した男役、神室舞衣さんの元彼役
- ロッケンロール（tvk） - 「ゲスいい話」（橋本のみ）
- ロッケンロール（tvk、2014年2月11日、2014年2月18日） - 「貧しイイ話」（加藤のみ）
- ブラマヨ弾話室　ニッポンどうかしてるぜ（BSフジ） - 橋本のみ
- ハテナの缶詰（読売テレビ）
- がけっパチ - 橋本のみ
- ロッケンロール（チバテレビ、2014年4月27日） - 「素敵イイ話」
- 村上マヨネーズのツッコませて頂きます！（関西テレビ、2014年9月15日） - 加藤のみ
- 本気ラガーマンへの道（Youtube yoshimotoチャンネル）
- ひるキュン!（TOKYO MX、2016年10月 - 2017年9月） - 中継レポーター

新聞・雑誌
- デイリースポーツ(2014年10月6日) - 烏龍パーク加藤トップリーグ入り　史上初の現役ラグビー芸人
- 女性セブン(2015年4月9・16日号）- ピース又吉著書「火花」取材記事

## 出演舞台
AGE AGE LIVE（ヨシモト∞ホール）など舞台を中心に活動している。
- 9月22日（月）（シアターブラッツ）にて単独ライブ「元祖いなこ祭り」
- 9月09日 - 15日（神保町花月）にて「本当の嘘」に出演。
- 8月12日 - 17日（神保町花月）にて「月のあかり〜浪花篇〜」に出演。Wキャストの為、15日～17日の3日間のみ。
- 「LUMI☆NETA 90」（2012年4月20日）
- 「MUGE∞NETA90」（2012年4月29日） - 加藤のみ。ハイパーヨーヨー披露。
- 「ITADAKI LIVE」（シアターD）
- 「マンザイ25連発！　～THE MANZAIで決勝行きたいんです！！～」（2012年6月10日）
- 「JIMBOCHOトーク　7月公演　神保町ジュニア寄席」（2013年7月27日）
- 「小杉　SHOWCASE ～大阪で77回やった小杉ライブの中から、ええのん持ってきました～」（2014年1月23日、よしもと幕張イオンモール劇場） - 加藤のみ
- 「枚パー兄さん総選挙」 - スペシャルシークレットゲスト
- 「いつかしばいたんねん」（シアターDにて）2010年10月31日～2013年3月8日　- 全24回
- 「いつかしばいたんねん　GK」（シアターDにて）　2013年4月27日～
- 「大阪よしもと漫才博覧会」（草月ホール) 2015年3月13日夜公演